# Jean-Daniel Flaysakier
Jean-Daniel Flaysakier, né Jean-Daniel Flajszakier, le 23 septembre 1951 à Tours, en Indre-et-Loire, et mort le 7 octobre 2021 aux Sables-d'Olonne, en Vendée, est un médecin et journaliste français. Il a été le consultant « santé-médecine » à la rédaction de la chaîne de télévision Antenne 2, devenue France 2, durant les années 1980 jusqu’en octobre 2018.

## Biographie

### Enfance
Né Jean-Daniel Flajszakier, il opte ensuite pour le nom « Flaysakier ».

### Carrière

#### Médecine
Médecin diplômé de la faculté de médecine de Tours, il travaille dans une équipe développant le premier vaccin contre l'hépatite B. Il part en Afrique pour mettre au point cette vaccination, puis au Japon à l’Institut du cancer pour étudier les problèmes de dépistage du cancer de l'estomac. Il devient par la suite titulaire d'un master of science en épidémiologie à l'école de santé publique de l'université Harvard de Boston aux États-Unis. De retour en France, il se tourne progressivement vers la presse écrite. La radio, puis la télévision font ensuite appel à lui.

#### Médias
De 1985 à 1991, sur Antenne 2, il est chroniqueur santé dans l'émission matinale Télématin présentée par William Leymergie.
Il a été rédacteur en chef adjoint à France 2, et a également une activité ponctuelle dans un service d'oncologie.
Il est considéré comme une figure de la vulgarisation médicale à la télévision, où il a travaillé pendant trente-trois ans.
Il a annoncé sur son compte Twitter, le 7 octobre 2018, qu'il quittera France 2 le 31 octobre 2018.

#### Critiques
Ses interventions dans le journal de France 2 sont parfois critiquées, par exemple ses commentaires relatifs à un reportage sur les actes médicaux injustifiés.

### Mort
Il est retrouvé mort sur une plage des Sables-d'Olonne le 7 octobre 2021, ayant probablement succombé à un malaise cardiaque. Il est inhumé au cimetière de La Salle, à Tours (Indre-et-Loire).

## Publication
- Jean-Daniel Flaysakier, Santé publique et responsabilité des médias, Hermès, La Revue 1997[9]